# フローレンス・ライス
フローレンス・ライス（Florence Rice、1907年2月14日 - 1974年2月23日）は、アメリカ合衆国の女優。

## 出演作品
- 踊るニュウ・ヨーク（エイミー・ブレイク）
- ブラウンの空中戦
- 海の若人
- 結婚十字路
- 敵前上陸
- カーニバル
- 弓矢荘の惨劇
- 悪魔島脱出
- 男の魂
- 黒潮に鳴る心